# Jaramijó
Jaramijó – miasto położone w zachodnim Ekwadorze nad Pacyfikiem, w prowincji Manabí. Stolica kantonu Jaramijó.
Przez miasto przebiega droga krajowa E15.